# Santiago Sierra
Santiago Sierra, né à Madrid en 1966, est un artiste photographe et vidéaste espagnol de l'altermondialisation.

## Biographie
Santiago Sierra vit au Mexique depuis 1998.
Il reçoit en 2010 le prix national d'arts plastiques (Espagne), mais le refuse, pour son rejet des institutions, le prix étant décerné par le ministère espagnol de la culture.

## Œuvre
Son art pose de manière brutale la question du travail et de son exploitation à travers des performances, des installations, des photographies ou des vidéos.

### Œuvres controversées
Santiago Sierra construit des œuvres radicales qui proposent une lecture du contexte géopolitique dans lequel il se produit. La polémique que ses œuvres engendrent révèle les stigmates d'un pays et l'importance du rôle social de l'artiste[réf. nécessaire].
- 254 mètres cubes (ou Chambre à gaz), synagogue de Stommeln, Allemagne, 2006
- Ligne de 250 cm tatouée sur six personnes payées, Espace Aglutinor, La Havane, 1999

## Publications
- Santiago Sierra - "Haus im Schlamm | House in Mud", 2005 (Hatje Cantz Publishers)